# Műkorcsolya az 1988. évi téli olimpiai játékokon
Az 1988. évi téli olimpiai játékokon a műkorcsolya versenyszámait Calgaryban rendezték február 14. és 27. között.

## Éremtáblázat
(A rendező nemzet eltérő háttérszínnel, az egyes számoszlopok legmagasabb értéke, vagy értékei vastagítással kiemelve.)
| Az 1988. évi téli olimpiai játékok éremtáblázata műkorcsolyában | Az 1988. évi téli olimpiai játékok éremtáblázata műkorcsolyában | Az 1988. évi téli olimpiai játékok éremtáblázata műkorcsolyában | Az 1988. évi téli olimpiai játékok éremtáblázata műkorcsolyában | Az 1988. évi téli olimpiai játékok éremtáblázata műkorcsolyában | Olimpia  |
| --------------------------------------------------------------- | --------------------------------------------------------------- | --------------------------------------------------------------- | --------------------------------------------------------------- | --------------------------------------------------------------- | -------- |
|                                                                 | Ország                                                          | Arany                                                           | Ezüst                                                           | Bronz                                                           | Összesen |
| 1.                                                              | Szovjetunió (URS)                                               | 2                                                               | 2                                                               | 1                                                               | 5        |
| 2.                                                              | Egyesült Államok (USA)                                          | 1                                                               | 0                                                               | 2                                                               | 3        |
| 3.                                                              | NDK (GDR)                                                       | 1                                                               | 0                                                               | 0                                                               | 1        |
|                                                                 |                                                                 |                                                                 |                                                                 |                                                                 |          |
| 4.                                                              | Kanada (CAN)                                                    | 0                                                               | 2                                                               | 1                                                               | 3        |
|                                                                 |                                                                 |                                                                 |                                                                 |                                                                 |          |
| Összesen                                                        | Összesen                                                        | 4                                                               | 4                                                               | 4                                                               | 12       |

## Érmesek
| Az 1988. évi téli olimpiai játékok érmesei műkorcsolyában |                                                               |                                                          |                                                       |
| Versenyszám                                               | Arany                                                         | Ezüst                                                    | Bronz                                                 |
| Férfi                                                     | Brian Boitano · Egyesült Államok (USA)                        | Brian Orser · Kanada (CAN)                               | Viktor Petrenko · Szovjetunió (URS)                   |
| Női                                                       | Katarina Witt · NDK (GDR)                                     | Elizabeth Manley · Kanada (CAN)                          | Debi Thomas · Egyesült Államok (USA)                  |
| Páros                                                     | Szovjetunió (URS) · Jekatyerina Gorgyejeva · Szergej Grinykov | Szovjetunió (URS) · Jelena Valova · Oleg Vasziljev       | Egyesült Államok (USA) · Jill Watson · Peter Oppegard |
| Jégtánc                                                   | Szovjetunió (URS) · Natalja Besztyemjanova · Andrej Bukin     | Szovjetunió (URS) · Marina Klimova · Szergej Ponomarenko | Kanada (CAN) · Tracy Wilson · Robert McCall           |